# قصبة (أمجز)
قصبة (بالفارسية: قصبه) هي منطقة سكنية تقع في إيران في قسم أمجز الريفي. يقدر عدد سكانها بـ 0 نسمة بحسب إحصاء 2016.